# 沖縄社会保険事務局
沖縄社会保険事務局（おきなわしゃかいほけんじむきょく）は、沖縄県那覇市にあった社会保険庁の地方支分部局で、沖縄県を管轄していた。
かつての琉球政府厚生局社会保険庁がもとになっている。

## 管内社会保険事務所等
- 沖縄社会保険事務局那覇社会保険事務室（那覇社会保険事務所）
- 浦添社会保険事務所
- コザ社会保険事務所
- 名護社会保険事務所
- 平良社会保険事務所（沖縄社会保険事務局平良事務所）
- 石垣社会保険事務所